# Франклін (Джорджія)
Франклін (англ. Franklin) — місто (англ. city) в США, в окрузі Герд штату Джорджія. Населення — 950 осіб (2020).

## Географія
Франклін розташований за координатами 33°16′43″ пн. ш. 85°5′52″ зх. д. / 33.27861° пн. ш. 85.09778° зх. д. (33.278727, -85.097900).  За даними Бюро перепису населення США в 2010 році місто мало площу 9,02 км², з яких 8,66 км² — суходіл та 0,36 км² — водойми.

## Демографія
Згідно з переписом 2010 року, у місті мешкали 993 особи в 392 домогосподарствах у складі 223 родин. Густота населення становила 110 осіб/км².  Було 473 помешкання (52/км²).
Расовий склад населення:
| - 66,2 % — білих - 27,4 % — чорних або афроамериканців - 1,4 % — азіатів - 0,6 % — корінних американців - 1,5 % — осіб інших рас |

До двох чи більше рас належало 2,9 %. Частка іспаномовних становила 2,9 % від усіх жителів.
За віковим діапазоном населення розподілялося таким чином: 26,1 % — особи молодші 18 років, 54,1 % — особи у віці 18—64 років, 19,8 % — особи у віці 65 років та старші. Медіана віку мешканця становила 40,0 року. На 100 осіб жіночої статі у місті припадало 78,9 чоловіків;  на 100 жінок у віці від 18 років та старших — 71,9 чоловіків також старших 18 років.
Середній дохід на одне домашнє господарство  становив 34 903 долари США (медіана — 20 398), а середній дохід на одну сім'ю — 47 978 доларів (медіана — 39 375). Медіана доходів становила 28 500 доларів для чоловіків та 35 000 доларів для жінок. За межею бідності перебувало 39,5 % осіб, у тому числі 43,7 % дітей у віці до 18 років та 26,7 % осіб у віці 65 років та старших.
Цивільне працевлаштоване населення становило 250 осіб. Основні галузі зайнятості: виробництво — 28,0 %, освіта, охорона здоров'я та соціальна допомога — 16,8 %, мистецтво, розваги та відпочинок — 11,6 %, фінанси, страхування та нерухомість — 10,0 %.